# Josep Aranyó i Aranyó
Josep Aranyó i Aranyó   (Barcelona, 2 de gener de 1864 - 15 de novembre de 1914) va ésser un fabricant que ocupà càrrecs directius en el Foment del Treball Nacional, la Cambra de Comerç, la Societat Econòmica d'Amics del País i en la Junta de Propietaris de la Dreta de l'Eixample de Barcelona.

## Biografia
Va néixer a la Plaça de les Jonqueres de Barcelona (vegeu casa-fàbrica Gorgot-Aranyó), fill de Claudi Aranyó i Aranyó, natural de Barcelona, i de la seva cosina Carolina Aranyó i Matallana, natural de Madrid.
Signà el Missatge a Irlanda (1886) i el Missatge a la Reina Regent (1888). Formà part de la junta directiva de la Lliga de Catalunya i en l'organigrama de la Unió Catalanista fou designat delegat a les Assemblees de Manresa (1892) i Reus (1893). A principis del segle xx donà suport a la Lliga Regionalista.
Es va casar amb Teresa Pratmarsó i Soler (†1935). Els seus germans Àngel, Gaietà i Claudi es van casar amb les germans Mercè, Dolors i Pilar Pratmarsó i Soler, respectivament.